# Giacomo Tolomei
Giacomo Tolomei (Siena, prima metà del XIV secolo – 26 gennaio 1390) è stato un vescovo cattolico italiano.

## Biografia
Nato nella nobile famiglia senese dei Tolomei da Zosimo (o Sozzino) Tolomei, entrò nell'Ordine dei frati minori conventuali e intraprese presto la carriera ecclesiastica. Fu inquisitore a Siena nel 1363 e vicario generale dell'Ordine nel 1373; fu collettore apostolico di Toscana, del ducato di Spoleto e del Patrimonio di San Pietro. L'11 gennaio 1378 venne nominato vescovo di Narni da papa Urbano VI. Lo stesso pontefice si servì di lui nel 1379, in qualità di nunzio pontificio, per assolvere la Repubblica di Siena dalle censure cui era incorsa.
Nel 1383 fu destinato alla diocesi di Chiusi, che resse solo un anno, poiché l'anno successivo venne nominato vescovo di Grosseto. In Toscana predicò con vigore la crociata contro l'antipapa Clemente VII.
Cadde in disgrazia alla Repubblica di Siena quando venne scoperta una congiura che Giacomo Tolomei, insieme a Raimondo Tolomei, alcuni parenti e i Ricasoli di Cacchiano, avrebbero ordito ai danni del governo senese. Esiliato dalla città natale, morì presumibilmente nelle sue vicinanze nel gennaio 1390. Il suo corpo venne trasportato segretamente a Siena e tumulato nella chiesa di San Francesco.